# Haszysz

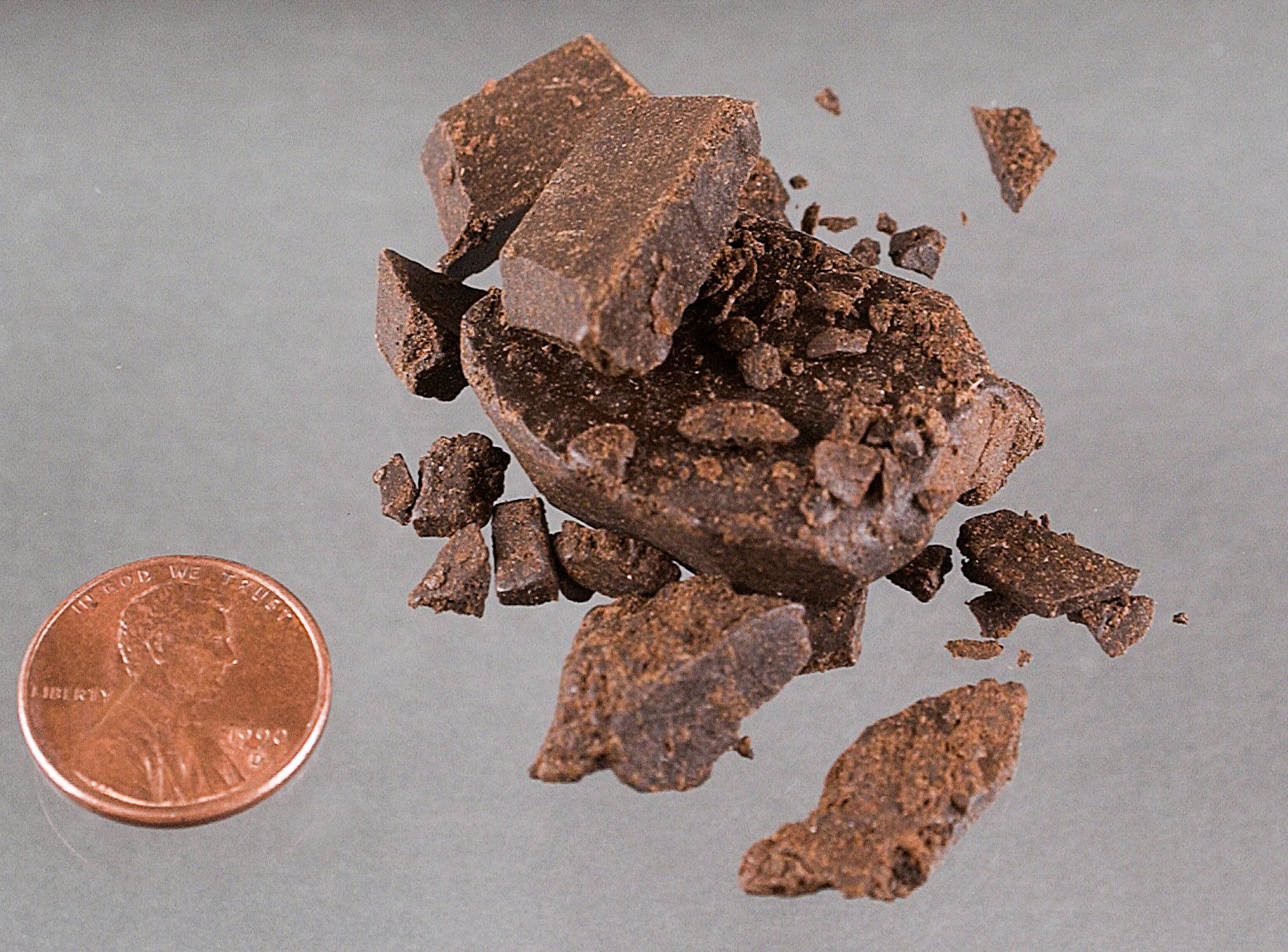
Haszysz

Haszysz (pot. hasz) – substancja otrzymywana ze zlepionej i sprasowanej żywicy konopi indyjskich (Cannabis indica) lub konopi siewnych (Cannabis sativa), bogatych w substancję psychoaktywną tetrahydrokannabinol (do 50%). Haszysz, podobnie jak marihuana, palony jest zazwyczaj z tytoniem w postaci ręcznie robionych papierosów (tzw. jointów) lub z fajki wodnej (tzw. bonga).
W Polsce produkcja oraz posiadanie haszyszu są nielegalne i podlegają karze grzywny lub pozbawienia wolności.